# British Aerospace
British Aerospace (BAe) byl britský výrobce letounů, munice a obranných systémů. Své ředitelství měla ve Warwick House ve Farnborough Aerospace Centre ve městě Farnborough, Hampshire. V roce 1999 zakoupila společnost Marconi Electronic Systems, což byla dceřiná společnost General Electric Company vyrábějící obranné elektronické systémy a námořní plavidla. Tak vznikla společnost BAE Systems.

## Historie
Společnost byla založena ve Spojeném království jako veřejná společnost 29. dubna 1977 z rozhodnutí britské vlády o znárodnění většiny leteckého průmyslu a loděnic (Aircraft and Shipbuilding Industries Act). Tímto aktem došlo ke spojení společností British Aircraft Corporation, Hawker Siddeley Aviation, Hawker Siddeley Dynamics a Scottish Aviation. V roce 1979 se BAe oficiálně připojila ke konsorciu Airbus.
V souladu s ustanoveními plánu British Aerospace Act 1980 se veřejná společnost změnila na akciovou společnost (plc) 1. ledna 1981 s novým názvem British Aerospace Public Limited Company. 4. února 1981 vláda prodala 51.57% svého podílu. Britská vláda prodala svůj zbývající podíl v roce 1985, ponechala si jen „Zlatou akcii“ v hodnotě 1 libry, která jí dávala právo vetovat ovládnutí správní rady nebo společnosti z ciziny.
26. září 1985 podepsaly vlády Spojeného království a Saúdské Arábie kontrakt, ve kterém společnost BAe hrála úlohu hlavního dodavatele. Kontrakt, který byl v 90. letech rozšířen a nikdy nebyl zcela zveřejněn, zahrnoval dodání stíhacích a úderných letounů Panavia Tornado, cvičných proudových letounů Hawk, raketových systémů Rapier, námořních plavidel a práce na infrastruktuře. Hodnota obchodu je až 20 miliard liber a tvoří i nadále podstatnou část zisku nástupnické společnosti BAE Systems. V roce 1986 BAe spolu se společnostmi Alenia Aeronautica, CASA a DASA založily společnost Eurofighter GmbH, která měla vyvinout letoun Eurofighter Typhoon. 22. dubna 1987 BAe koupila britskou zbrojovku Royal Ordnance za 190 miliónů liber. Společnost Heckler & Koch GmbH se stala součástí této divize poté, co byla získána společností BAe v roce 1991. V roce 1988 BAe koupila skupinu Rover Group, která byla privatizována britskou vládou.
V roce 1991 BAe získala 30% podíl ve společnosti Hutchison Telecommunications a vytvořila společný podnik na výrobu námořních systémů – BAeSEMA – s francouzskou společností Sema Group. BAe získala 50% podíl společnosti Sema v roce 1998. V roce 1991 však společnost BAe začala zakoušet velké obtíže. Cena jedné akcie BAe poprvé klesla pod 100 pencí. 9. září 1991 vydala společnost varovné prohlášení o ziscích a následující týden pokazila vydání nových akcií s předkupním právem za 432 miliónů liber. Dne 25. září 1991 ředitelé BAe vedení obchodním ředitelem Richardem Evansem zbavili funkce ředitele profesora Sira Rolanda Smithe tahem, který popsal The Independent jako „jeden z nejpozoruhodnějších a nejbrutálnějších převratů v zasedací místnosti, ke kterému došlo po mnoha letech.“ Evans popsal tyto problémy následovně:
„Vlastnictví společnosti [Arlington Securities] byl mizerný obchod. Tržby skupiny Rover klesly o pětinu a dostaly se do ztráty. Vládní výdaje na obranu byly výrazně zredukovány. Ztráty naší komerční letecké divize se dramaticky zvýšily s recesí v leteckém průmyslu.“
V roce 1992 BAe vytvořila společnost Avro RJ Regional Jets, aby vyráběla letouny Avro RJ, které byly vyvinuty z letounu BAe 146. V polovině roku 1992 BAe odepsala 1 miliardu liber majetku, především v souvislosti s propouštěním a restrukturalizací její regionální letecké divize. Toto byl historicky největší odpis majetku v britské historii. Je zajímavé, že společnost General Electric Company (GEC), která později prodala své obranné obchody společnosti BAe, byla v té době blízko k získání samotné BAe. BAe propustila 47% svých zaměstnanců (60 000 z 127 000), 40 000 z nich bylo z regionální letecké divize.
Evans také rozhodl prodat všechny „vedlejší“ firmy. Tyto vedlejší aktivity zahrnovaly Rover Group, Arlington Securities, BAe Corporate Jets, BAe Communications a Ballast Nedam. Ačkoliv tato opatření byla tvrdá, vysvětlení tohoto postupu bylo následující: „Jednoduše jsme si nemohli dovolit podnikat ve dvou hlavních oborech – v automobilech a v letectví. V jedné době Rover spotřebovával kolem 2 miliard liber naší finanční kapacity.“ BAe Corporate Jets Ltd a Arkansas Aerospace Inc byly prodány společnosti Raytheon v roce 1993. V roce 1994 byla společnost Rover Group prodána BMW a společnost British Aerospace Space Systems byla prodána společnosti Matra Marconi Space. V roce 1998 byl podíl společnosti BAe ve společnosti Orange zredukován na 5%. Podíl ve společnosti Orange byl pozůstatkem z 30% podílu ve společnosti Hutchison Telecommunications (UK) Ltd, když společnost Hutchison vyměnila s BAe své vlastní akcie za akcie mobilního operátora (Microtel Communications Ltd).
BAeSEMA, Siemens Plessey a GEC-Marconi založily společnost UKAMS Ltd v roce 1994 jako součást konsorcia PAAMS (Principal Anti-Air Missile System). Dceřiná společnost BAe Dynamics se stala vlastníkem UKAMS v roce 1998. V roce 1995 podepsaly společnosti Saab Military Aircraft a BAe dohodu o společném vývoji a prodeji letounů JAS 39 Gripen. V roce 1996 BAe a Matra Defense souhlasily, že převedou své obchody v oblasti raket do společného podniku Matra BAe Dynamics. V roce 1997 se BAe připojila k společnosti Lockheed Martin za účelem vývoje letounu X-35 Joint Strike Fighter. Společnost získala britskou část společnosti Siemens Plessey Systems (SPS) v roce 1998 od společnosti Siemens AG. Společnost DASA koupila německou část společnosti SPS.

### Přeměna na BAE Systems
Konsolidace obranného průmyslu se stala významnou otázkou v roce 1998. Objevovalo se mnoho zpráv o spojování různých evropských zbrojních podniků – především mezi sebou navzájem, ale i s americkými zbrojařskými společnostmi. Předpokládalo se spojení BAe s německou společností DASA v celoevropský letecký gigant. Dohoda o fúzi byla sjednána mezi Richardem Evansem a ředitelem DASA, kterým byl Jürgen E. Schrempp. Avšak když vyšlo najevo, že společnost General Electric Company (GEC) prodává svůj podnik s obrannými elektronickými systémy Marconi Electronic Systems, Evans dal před spojením s DASA přednost nákupu společnosti Marconi. Evans v roce 2004 uvedl, že se obával, že společnost Marconi koupí americká zbrojařská firma a tím by se stala velkým konkurentem společností BAe a DASA. Schremppa ale Evansovo jednání rozzlobilo a místo spojení s BAe spojil společnost DASA s firmou Aerospatiale, a tak vznikla společnost EADS (European Aeronautic Defence and Space Company). Tato skupina se na základě dohody spojila se španělskou společností CASA v prosinci 1999.
Sloučením s GEC měla vniknout britská firma, která měla být srovnatelná s původně zamýšlenou britsko-německou společností. Tato firma by měla mít větší šanci proniknout na americké zbrojní trhy. Společnost, původně nazývaná „New British Aerospace“, byla oficiálně založena 30. listopadu 1999 a je známá pod názvem BAE Systems.

## Kritika společnosti
Existuje mnoho tvrzení, že uzavření kontraktu „Al-Yamamah“ neboli dodání zbraní do Saúdské Arábie, bylo provázeno uplácením členů Saúdské královské rodiny a dalších vládních úředníků. Někteří tvrdili, že do celého skandálu je zapojen i syn bývalé britské premiérky Mark Thatcher, avšak on sám kategoricky odmítal obdržení peněz nebo využití kontaktů své matky pro své obchody. Britský Národní kontrolní úřad zkoumal uzavřené smlouvy a jeho závěry nebyly nikdy zveřejněny.

## Výrobky
BAe bývala největším vývozcem ze Spojeného království, britská komise pro hospodářskou soutěž ve své zprávě uvádí, že během deseti let uzavřela obchody za 45 miliard liber, z čehož kolem 80% tvořily zbraně a obranné systémy.

### Letouny
- Airbus A300
- Airbus A310
- Airbus A320
- Airbus A330
- Airbus A340
- Airbus Beluga

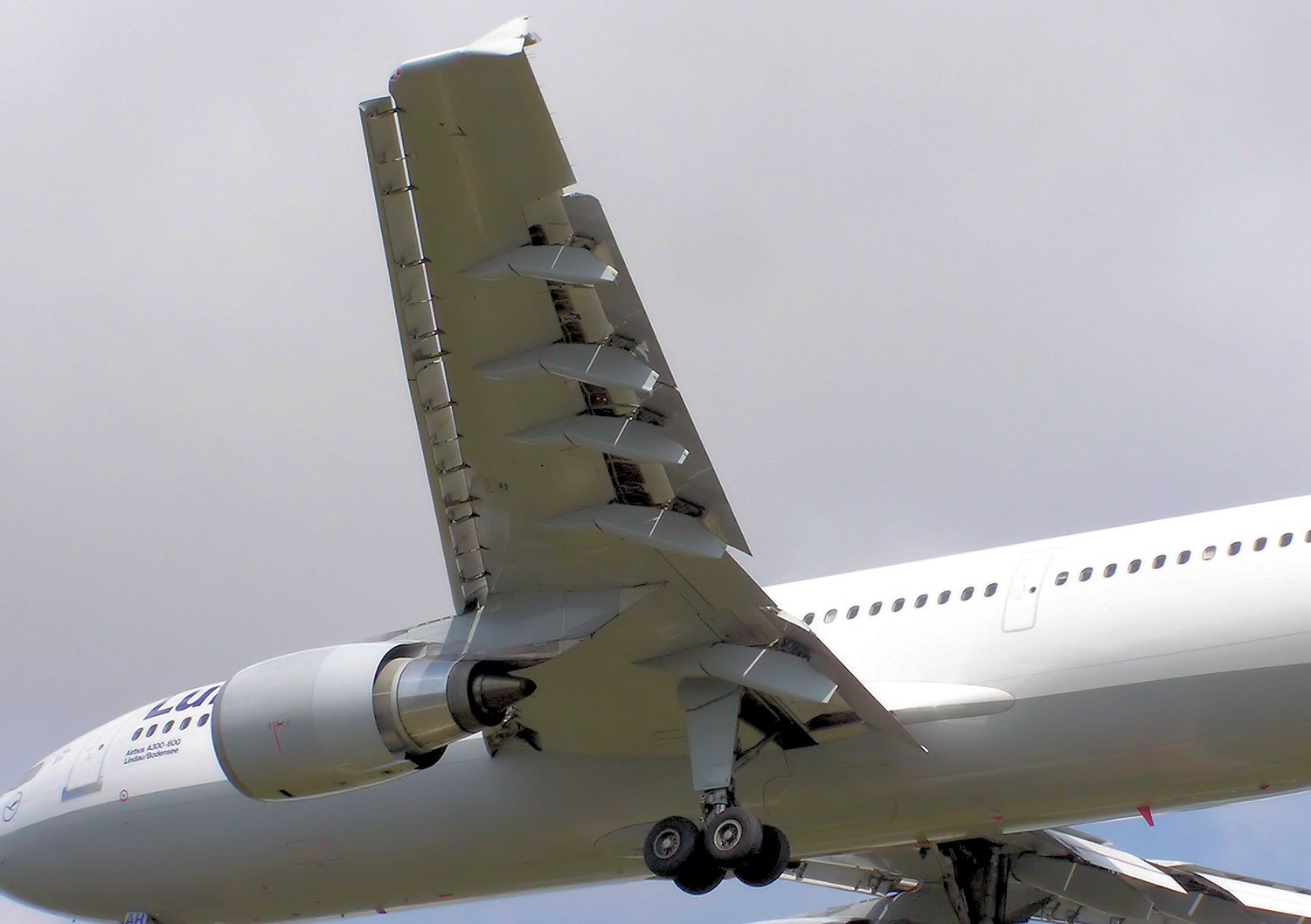
Pohled na křídlo prvního modelu letounu Airbus A300

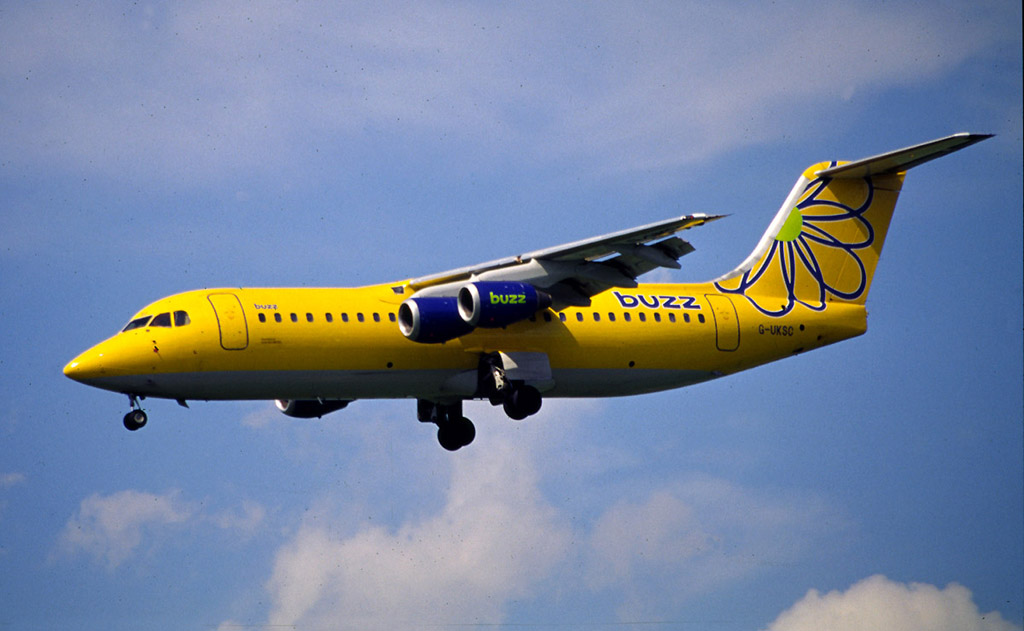
Letoun BAe 146-300 aerolinií buzz

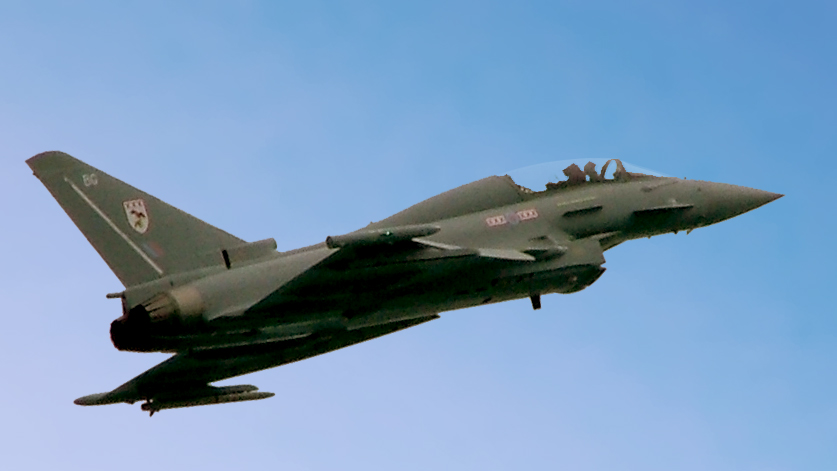
Vývojový letoun Eurofighter postavený BAe

- Avion de Transport Supersonique Futur
- BAe 125
- BAe 146
- British Aerospace ATP
- British Aerospace EAP
- BAE Harrier II
- BAe Hawk
- BAe Hawker 800
- BAe Jetstream 41
- BAE Sea Harrier
- BAe / Aerospatiale Concorde
- BAe / Avro 748
- BAe / Avro 698 Vulcan
- BAe / BAC Strikemaster
- BAe / Blackburn Buccaneer
- BAe / English Electric Canberra
- BAe / English Electric Lightning
- BAe / Handley Page Jetstream
- BAe / Handley Page Victor
- BAe / Hawker Hunter
- BAe / Hawker Siddeley Harrier
- BAe / Hawker Siddeley Nimrod
- BAe / Hawker Siddeley Trident
- BAe / BAC Jet Provost
- BAe / McDonnell Douglas AV-8B Harrier II
- McDonnell Douglas/BAe T-45 Goshawk
- BAe / Saab JAS-39 Gripen
- BAe / Scottish Aviation Bulldog
- BAe / Vickers VC10
- Eurofighter Typhoon
- Panavia Tornado
- SEPECAT Jaguar

### Rakety
- BAC/BAe Rapier
- Hawker Siddeley Dynamics Sea Dart
- BAe Sea Eagle
- BAe Sea Skua
- BAe Sea Wolf
- BAe Skyflash
- Principal Anti Air Missile System (PAAMS)
- Royal Aircraft Establishment Skylarkket
- S225XR

### Bezpilotní letouny
- BAe Flybac
- BAE Systems Phoenix
- BAE SkyEye
- BAe Stabileye

### Kosmické lodě
- Giotto (sonda)
- HOTOL
- Skynet (satelity)